# Warren, Illinois
Warren là một làng thuộc quận Jo Daviess, tiểu bang Illinois, Hoa Kỳ. Năm 2010, dân số của làng này là 1428 người.

## Dân số
Dân số qua các năm:
- Năm 2000: 1496 người.
- Năm 2010: 1428 người.